# Lăutar (cântec de Pavel Parfeni)
„Lăutar” este un cântec interpretat de cântărețul Pavel Parfeni. El a reprezentat Moldova la Concursul Muzical Eurovision 2012. Cântecul s-a clasat pe locul 11, acumulând un total de 81 puncte. Back vocalista lui Parfeni, Aliona Moon, a reprezentat Moldova anul următor.

## Performanțe
| Chart (2012)           | Peak position |
| ---------------------- | ------------- |
| Moldova (Media Forest) | 2             |